# Radio Altísima FM

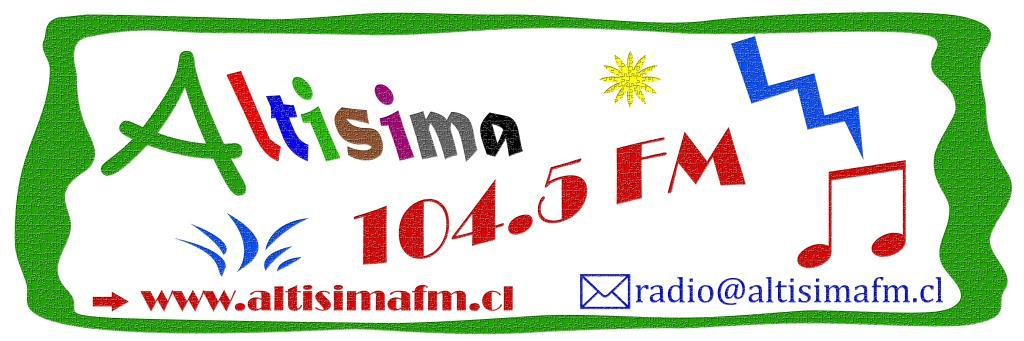
Pendón de la emisora.

Radio Altísima FM (conocida previamente como Radio Santa Rita) es una radioemisora chilena comunitaria ciudadana perteneciente a la JJ.VV N°6, Villa Alto Jahuel, de la comuna de Buin que transmite en la frecuencia 104.5 MHz.

## Historia
Radio Altísima FM (ex. Radio Santa Rita) es una radio emisora Chilena ubicada en el pueblo de Alto Jahuel (Comuna de Buin). Sus transmisiones se iniciaron el 14 de febrero de 2000, convirtiéndose en una radio con una programación variada y al servicio a la comunidad. Actualmente transmitiendo las 24 horas del día.
Durante varios años, a pesar de tener pocos recursos técnicos la emisora ha llevado en vivo hasta los hogares de los radioescuchas eventos de la zona como la Semana Buinense, Semana Altojahuelina, Festival de la Sandia de Paine. En esta radio comparten locutores profesionales y aficionados y entre algunas cosas destacables están las entrevistas a artistas connotados de nuestro país y del extranjero gracias a las transmisiones de los grandes eventos y visitas en nuestros estudios.
En diciembre del año 2010 comienza a funcionar una versión en línea, mediante la cual la emisora aumentó su audiencia con gente que la sigue constantemente en el extranjero.